# Alectryon myrmecophilus
Alectryon myrmecophilus är en kinesträdsväxtart som beskrevs av P.W. Leenhouts. Alectryon myrmecophilus ingår i släktet Alectryon och familjen kinesträdsväxter. Inga underarter finns listade i Catalogue of Life.